# International Working Test 1995
International Working Test 1995 (IWT 1995) byl V. ročník mezinárodní soutěže retrieverů ve working testech, který se konal 5. a 6. srpna 1995 v Švýcarsku poblíž města Frauenfeld. Pořadatelem soutěže byl Retriever Club Schweiz (RCS).
Soutěže se zúčastnilo 21 týmů ze 7 zemí. Vítězem se stal tým Švýcarska (H) před týmem Německa (I) a týmem Dánska (K). Individuální soutěž vyhrála Heike Klieber z Rakouska s fenou Mellow-Tan vom Tennikerweidli před Henrikem Vilendalem z Dánska se psem Middlegate Tinker a Michaelem Röslerem z Německa se psem Flightline Jackpot.
Rozhodčími byly  Amelie Jessel,  Lynn Stringer,  John Greeves,  Malcolm Stringer a  Alan Thornton.

## Přihlášené týmy
Jednalo se o první IWT, kdy startoval národní tým země, která není členem Mezinárodní kynologická federace (FCI).
| Obhajující tým (0)       | |
| Národní a free týmy (21) | - Belgie (3) - Dánsko (1) - Německo (6) - Nizozemsko (2) - Rakousko (3) - Švýcarsko (5) - Spojené království (1) |

## Konečné hodnocení

### Týmová soutěž
Výsledková listina týmové soutěže.
| Poz. | Země / název týmu | St. p. týmu | St. č. | Vůdce                    | Pes                                  | Plemeno | Celk. body |
| ---- | ----------------- | ----------- | ------ | ------------------------ | ------------------------------------ | ------- | ---------- |
| 1    | Švýcarsko         | H           | 23     | Klaus Läderach –         | Mink-Tan vom Tennikerweidli          | LR      | 391        |
| 1    | Švýcarsko         | H           | 24     | Andrea Mautz             | Fame of Tasco                        | LR      | 391        |
| 1    | Švýcarsko         | H           | 22     | Charlotte Derungs-Keller | Ursina vom Tennikerweidli            | LR      | 391        |
| 2    | Německo           | I           | 26     | Günther Kohler           | Byron vom Nössedeich                 | GR      | 388        |
| 2    | Německo           | I           | 27     | Michael Rösler           | Flighline Jackpot                    | LR      | 388        |
| 2    | Německo           | I           | 25     | Margot Schnädter         | Leica's Beloved Witch                | LR      | 388        |
| 3    | Dánsko            | K           | 28     | Henrik Vilendal –        | Middlegate Tinker                    | LR      | 380        |
| 3    | Dánsko            | K           | 29     | Henrik Bjerregaard       | Medos Skimmer                        | LR      | 380        |
| 3    | Dánsko            | K           | 30     | Jörgen Lycik             | Eyebrook Ririd                       | LR      | 380        |
| 4    | Rakousko          | D           | 11     | Walter Pilz              | Z's Rusty Tomahawk                   | CBR     | 362        |
| 4    | Rakousko          | D           | 10     | Ralph Klieber –          | Rebec vom Tennikerweidli             | LR      | 362        |
| 4    | Rakousko          | D           | 12     | Heike Klieber            | Mellow-Tan vom Tennikerweidli        | LR      | 362        |
| 5    | Velká Británie    | O           | 42     | A. Lunn                  | Bente vom Walseder Bruch             | LR      | 345        |
| 5    | Velká Británie    | O           | 40     | Wesley Henn –            | Cob of Mere                          | LR      | 345        |
| 5    | Velká Británie    | O           | 41     | Harry Watson             | Holway Cresta of Eastdale            | GR      | 345        |
| 6    | Německo           | P           | 43     | Karsten Lemke            | Briza aus der Hühnerbreite           | LR      | 345        |
| 6    | Německo           | P           | 44     | Herbert Schulze          | Unter dem Thies Danny                | GR      | 345        |
| 6    | Německo           | P           | 45     | Andreas Ney              | Anser aus der Hühnerbreite           | LR      | 345        |
| 7    | Belgie            | Q           | 46     | Jef Heeren               | Oddy de Apporteur                    | LR      | 341        |
| 7    | Belgie            | Q           | 47     | Jan Nijs                 | Perryellis de Apporteur              | GR      | 341        |
| 7    | Belgie            | Q           | 48     | Jean Meykens             | Poolstead Paul Jones                 | LR      | 341        |
| 8    | Belgie            | C           | 9      | Walter Putteneers        | Nestor het Hulterhof                 | FCR     | 339        |
| 8    | Belgie            | C           | 7      | Dirk de Groote           | New-Jean Van't Solveld               | FCR     | 339        |
| 8    | Belgie            | C           | 8      | John Rutten              | Quanhaboy                            | FCR     | 339        |
| 9    | Německo           | E           | 13     | Richard Kaschke          | Ulf vom Verler See                   | LR      | 338        |
| 9    | Německo           | E           | 14     | Carsten Schröder         | Townfield's Grieg                    | LR      | 338        |
| 9    | Německo           | E           | 15     | Jörg Mente               | Mac-Tan vom Tennikerweidli           | LR      | 338        |
| 10   | Švýcarsko         | B           | 4      | Maya Flükiger –          | Holtwood Banker of Hambrook          | LR      | 331        |
| 10   | Švýcarsko         | B           | 6      | Erich Bolliger           | Hartrussa vom Tüetlisberg            | LR      | 331        |
| 10   | Švýcarsko         | B           | 5      | Hans Flükiger            | Waterfan's Rainbow                   | LR      | 331        |
| 10   | Švýcarsko         | M           | 35     | Sally Gray Bloechliger   | Cawood Lucky Lyric                   | GR      | 331        |
| 10   | Švýcarsko         | M           | 34     | Sven Gmür –              | Camwood Araminta-Freja               | FCR     | 331        |
| 10   | Švýcarsko         | M           | 36     | Heidi Perrig             | Holway Master                        | GR      | 331        |
| 12   | Nizozemsko        | R           | 49     | H.H. Stokman –           | Eraschka van Marleans                | LR      | 326        |
| 12   | Nizozemsko        | R           | 50     | A. de Jongh              | Black Max van't Ravendael            | LR      | 326        |
| 12   | Nizozemsko        | R           | 51     | L. van Beem-Dam          | Aussi Noir van Marleans              | LR      | 326        |
| 13   | Švýcarsko         | V           | 62     | Heinz Hess               | Tasco Skipper                        | LR      | 323        |
| 13   | Švýcarsko         | V           | 63     | Verena Ommerli –         | Blagroves Bramble                    | LR      | 323        |
| 13   | Švýcarsko         | V           | 61     | Hans Döbeli              | Diana of Farnhill                    | LR      | 323        |
| 14   | Švýcarsko         | F           | 16     | André Vuille             | Firelight Black of Fundy Bay's Naiad | FCR     | 314        |
| 14   | Švýcarsko         | F           | 18     | Béa Zufferey –           | Amirene Laird Funnyline              | GR      | 314        |
| 14   | Švýcarsko         | F           | 17     | Brigitte Clinton         | Abbeystead Fabian                    | LR      | 314        |
| 15   | Německo           | G           | 20     | Werner Haag –            | Alibaba vom Schloss Achberg          | GR      | 309        |
| 15   | Německo           | G           | 19     | Wolfgang Vergiels        | Berta von der Zentlinde              | GR      | 309        |
| 15   | Německo           | G           | 21     | Silvia Steidl            | Ghirali vom Mohnfeld                 | GR      | 309        |
| 16   | Rakousko          | L           | 31     | Hebert Keserer           | Apozzo von Heinrichsbrundl           | LR      | 307        |
| 16   | Rakousko          | L           | 33     | Herwig Deutinger         | Besstock Duke                        | GR      | 307        |
| 16   | Rakousko          | L           | 32     | Ursula Pözlberger        | Atlanta von der Schallermühle        | LR      | 307        |
| 17   | Nizozemsko        | N           | 37     | J.J. Roos                | Caudillo Rocket van Eregion          | GR      | 304        |
| 17   | Nizozemsko        | N           | 38     | J. Labruyère-Derks       | Ecya Jill van de Woudstreek          | GR      | 304        |
| 17   | Nizozemsko        | N           | 39     | A. de Jong               | Way-Out's Only Waterwitch            | GR      | 304        |
| 18   | Belgie            | A           | 1      | Johan Grootaers –        | Osmine of Lucifers Delight           | LR      | 286        |
| 18   | Belgie            | A           | 2      | Fons Exelmans            | Thornproof Raslal                    | LR      | 286        |
| 18   | Belgie            | A           | 3      | Mathie Leynen            | Sweettrees Nina                      | LR      | 286        |
| 18   | Rakousko          | U           | 58     | Helene Leimer –          | Holway Elder                         | GR      | 286        |
| 18   | Rakousko          | U           | 59     | Barbara Schreinzer       | Trunberry Benjosch                   | GR      | 286        |
| 18   | Rakousko          | U           | 60     | Renate Berger            | Elterwater Winston                   | LR      | 286        |
| 20   | Německo           | S           | 52     | Harald Brünet            | Hella                                | GR      | 282        |
| 20   | Německo           | S           | 53     | Sina Timm                | Cester von Rethwischhöh              | FCR     | 282        |
| 20   | Německo           | S           | 54     | Andreas Kremer           | Einar vom Giesebrink                 | GR      | 282        |
| 21   | Německo           | T           | 55     | Jens Swadzba –           | April's Gillie of Wooden Bench       | GR      | 278        |
| 21   | Německo           | T           | 56     | Anja Strittmatter        | Akira of Wooden Bench                | GR      | 278        |
| 21   | Německo           | T           | 57     | Karl-Heinz Weingärtner   | Ava-Diana of Wooden Bench            | GR      | 278        |

### Individuální soutěž
Výsledková listina individuální soutěže.
| Poz. | St. č. | Vůdce                    | Pes                           | Plemeno | Tým. soutěž | Ind. soutěž | Celk. body |
| ---- | ------ | ------------------------ | ----------------------------- | ------- | ----------- | ----------- | ---------- |
| 1    | 12     | Heike Klieber            | Mellow-Tan vom Tennikerweidli | LR      | 142         | 20          | 162        |
| 2    | 28     | Henrik Vilendal          | Middlegate Tinker             | LR      | 143         | 16          | 159        |
| 3    | 27     | Michael Rösler           | Flightline Jackpot            | LR      | 140         | 15          | 155        |
| 4    | 25     | Margot Schnädter         | Leica's Beloved Witch         | LR      | 136         | 18          | 154        |
| 5    | 29     | Henrik Bjerregaard       | Medos Skimmer                 | LR      | 133         | 20          | 153        |
| 6    | 10     | Ralph Klieber            | Rebec vom Tennikerweidli      | LR      | 138         | 14          | 152        |
| 7    | 24     | Andrea Mautz             | Fame of Tasco                 | LR      | 133         | 18          | 151        |
| 7    | 41     | Harry Watson             | Holway Cresta of Eastdale     | GR      | 132         | 19          | 151        |
| 9    | 36     | Heidi Perrig             | Holway Master                 | GR      | 132         | 16          | 148        |
| 10   | 51     | L. van Beem-Dam          | Aussi Noir vom Marleans       | LR      | 126         | 18          | 144        |
| 11   | 15     | Jörg Mente               | Mac-Tan vom Tennikerweidli    | LR      | 127         | 15          | 142        |
|      | 22     | Charlotte Derungs-Keller | Ursina vom Tennikerweidli     | LR      | 133         | -           |            |